# Bal Haf
Bal Haf és una vila de la costa del Iemen, a la governació de Shabwa, a uns 140 al sud de la capital, Ataq, a uns 125 km de Mukalla, més a l'est a la costa, i a 18 km a l'oest de Bir Ali. L'antiga vila està dedicada exclusivament a la pesca i té uns dos mil habitants, que viuen de pescar artesalment a les zones coral·lines o de la pesca de la tunyina, que és capturada tot l'any a alta mar pero especialment dues vegades l'any durant les migracions, quan s'ajunten prop de dos mil vaixells de tots els ports de la zona i agafaen Bal Haf com a base.
Darrerament la creació del port comercial per l'exportació del gas natural liquificat (LGN), ha portat al creixement després del 2000 d'una zona portuaria amb uns milers d'habitants que han treballat a la construcció o als serveis associats al port.
El clima és sec i les temperatures molt altes, properes als 50 graus a l'estiu. Les platges són de sorra blanca. La vila i la zona en general té manca d'aigua. El Harra, un volcà inactiu, és a poca distància, amb el seu con volcanic d'uns 233 metres i un llac.
El soldanat dels wahidi amb capital a Habban, es va fraccionar el 1830 en quatre soldanats, un dels quals fou Bal Haf. El soldà va signar un tractat de protectorat amb la Gran Bretanya el 1888 i va pertànyer al Protectorat d'Aden (vers 1888-1917), protectorat Occidental d'Aden (1917-1937), i Protectorat Oriental d'Aden (1937-1961). Vers el 1881 Abdallah ben Umar de Bal Haf va pujar al tron i menys de quatre anys després va unir els soldanats de Bal Haf i Azzan. El soldanat va incorporar també a Bir Ali el 1961 i a Habban el 1962, i va ingressar a la Federació d'Aràbia del Sud el 1963 amb el nom de soldanat Wahidi. Integrat a la República Popular del Iemen del Sud (1967-1970) i República Popular i Democràtica del Iemen (1970-1990), és part de la República del Iemen després de la unificació d'aquest darrer any.

## Sultans
- Nasir ben Ahmad al-Wahidi 1830-?
- Ahmad ben Nasir al-Wahidi ?
- Umar ben Husayn al-Wahidi ?-1881
- Abd Allah ben Umar 1881-1885
- Hadi ben Salih al-Wahidi 1885-1892 (de Bal Haf i Azzan)
- Muhsin ben Salih al-Wahidi 1892-1893
- Salih ben Abd Allah al-Wahidi 1893-1894
- Muhsin ibn Salih al-Wahidi 1894-1919 (segona vegada)
- Ali ibn al-Husayn al-Wahidi 1919-1948
- Ali ibn Muhsin al-Wahidi 1948
- Nasir ben Abd Allah al-Wahidi 1948-1967 (de Bal Haf, Azzan, Bir Ali i Habban, soldà Wahidi des de 1962)